# 미야자키군

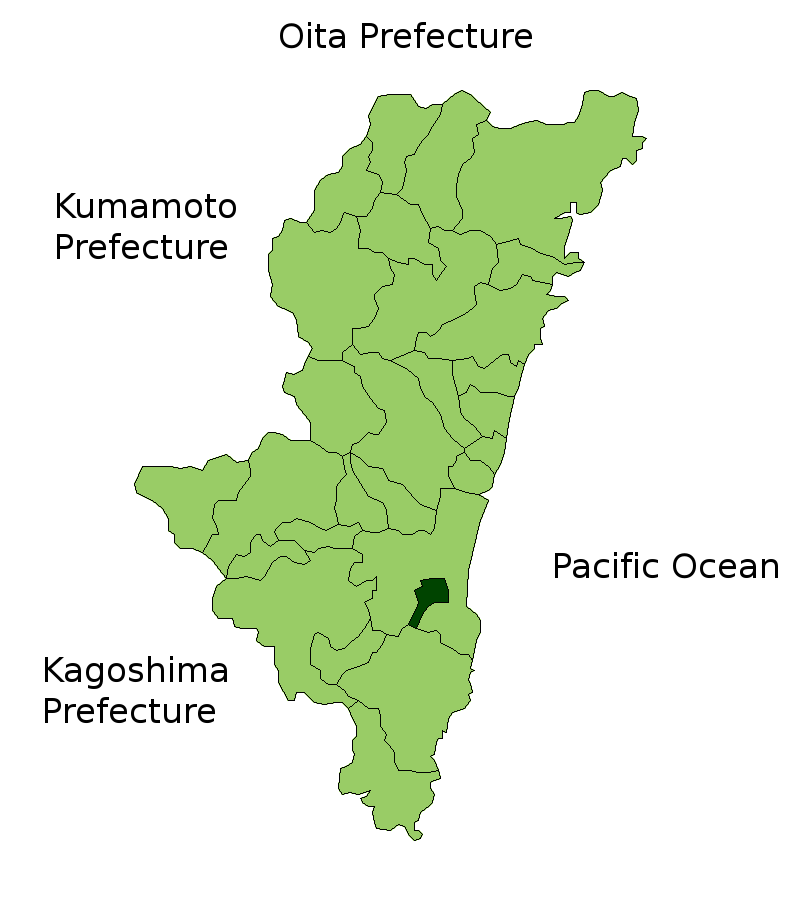
미야자키 군의 위치

미야자키군(일본어: 宮崎郡)은 일본 미야자키현 및 휴가국에 있었던 군이다.
한 개의 정으로 이루어져 있었다.
- 기요타케 정(清武町)

2010년 3월 23일, 기요타케 정이 미야자키시에 편입되었기 때문에 소멸했다.

## 역사
- 2006년 1월 1일 - 다노 정·사도와라 정이 미야자키시에 편입되었다.
- 2010년 3월 23일 - 기요타케 정이 미야자키 시에 편입되면서 미야자키 군은 소멸하였다.